# Lambayeque (tỉnh)
Tỉnh Chiclayo (tiếng Tây Ban Nha: Provincia de Chiclayo) là một tỉnh thuộc vùng Lambayeque của Peru. Tỉnh Chiclayo có diện tích 3161 km², dân số thời điểm theo điều tra dân số ngày 11 tháng 7 năm 1993 là 617881 người. Tỉnh lỵ đóng ở Chiclayo.